# Vladimir Božović
Vladimir Božović (* 13. November 1981 in Peć, Jugoslawien, heute Kosovo) ist ein montenegrinischer ehemaliger Fußballspieler, der als Außenverteidiger eingesetzt wurde.

## Karriere
Die Karriere von Božović begann im Jahr 1999 in der ersten Mannschaft von FK Radnički Kragujevac, die seinerzeit in der jugoslawischen Prva Liga spielte. Am Saisonende wechselte er zum Ligakonkurrenten OFK Belgrad. Bei OFK konnte er sich zunächst nicht durchsetzen, so dass er nur zu wenigen Einsätzen kam und zweimal an Proleter Zrenjanin ausgeliehen wurde. Ab der Saison 2004/05 kam er häufiger zum Einsatz und konnte sich als Stammspieler durchsetzen.
Im Sommer 2007 verließ Božović OFK und wechselte nach Rumänien zu Rapid Bukarest. Hier konnte er sich als Stammspieler durchsetzen. Mit Rapid gelang ihm in den Spielzeiten 2010/11 und 2011/12 die Qualifikation für die Europa League. Im Jahre 2012 erreichte er mit seiner Mannschaft das Finale um den rumänischen Pokal, unterlag dort aber Dinamo Bukarest mit 0:1.
Im Januar 2013 wechselte Božović zu Mordowija Saransk in die russische Premjer-Liga. Nach dem Abstieg 2013 blieb er dem Klub erhalten und schaffte den sofortigen Wiederaufstieg. Von September 2015 bis Januar 2017 war er ohne Verein, ehe er zum FK Šumadija in die serbischen Srpska Liga wechselte.

### Nationalmannschaft
Božović bestritt bisher 42 Spiele für die montenegrinische Fußballnationalmannschaft, der er seit ihrem ersten Länderspiel am 24. März 2007 gegen Ungarn angehörte. Den größten Erfolg im Nationaltrikot feierte er in der Qualifikation zur Europameisterschaft 2012, als das Team in der Gruppe G u. a. die Schweiz hinter sich lassen und in die Playoffs einziehen konnte. Dort schied er jedoch gegen Tschechien aus.